# Francisc Balla
Francisc Balla (Bola), znany także jako Ferenc Balló (ur. 22 października 1932 w Păuleni-Ciuc, zm. 15 października 2023 w Târgu Mureș) – rumuński zapaśnik walczący w stylu wolnym. Dwukrotny olimpijczyk. Odpadł w eliminacjach w Tokio 1964 i w Meksyku 1968. Walczył w kategorii 87 kg.
Srebrny medalista mistrzostw świata w 1965 i 1967; piąty w 1962. Drugi na mistrzostwach Europy w 1967 i trzeci w 1968. Szósty w Pucharze Świata w 1958 roku.